# Barrage-voûte
Pour les articles homonymes, voir Voûte (homonymie).

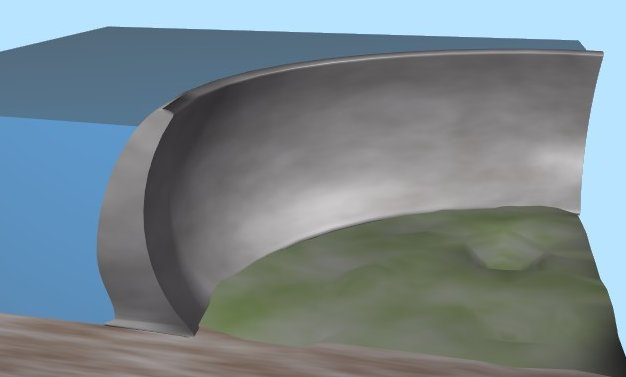
Barrage-voûte à double courbure.

Un barrage-voûte est un type de barrage dénommé ainsi en raison de sa forme arquée caractéristique.

## Description

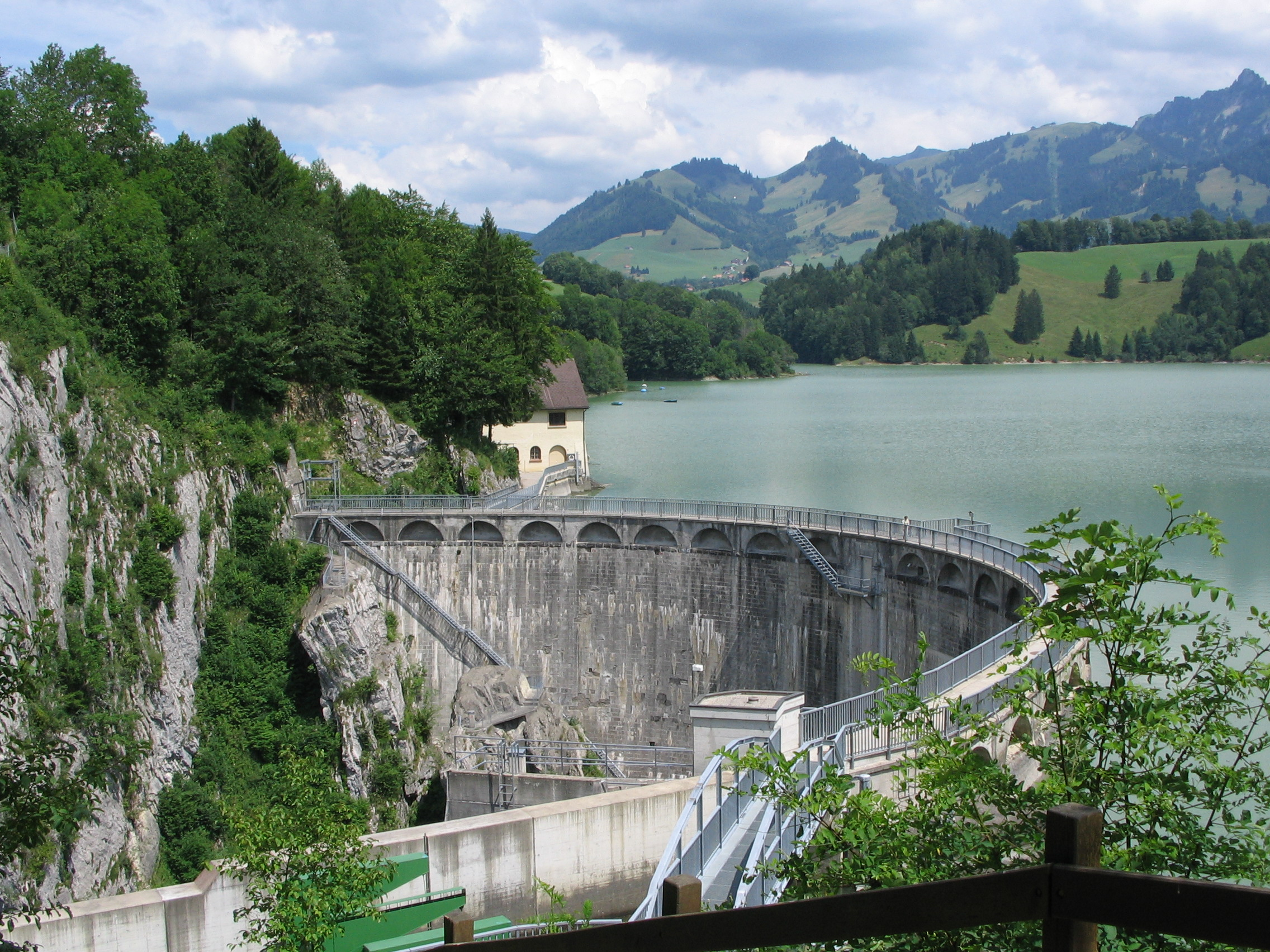
La voûte bien visible du barrage de Montsalvens.

La forme courbe de ces barrages permet de reporter les efforts dus à la poussée de l'eau sur chaque côté des rives, le barrage décrit donc un arc sur le plan horizontal.
Ce type de barrage est utilisé dans des vallées étroites disposant de versant très rigides capable de supporter le poids de l'eau.
Le barrage-voûte fonctionne sur le principe des voûtes : la pression de l'eau est reportée vers les points d'appuis sur les rives, qui jouent le même rôle que les murs porteurs d'une construction.
Certains barrages-voûtes sont arqués selon les deux plans (horizontal et vertical), on parle dans ce cas de barrage-voûte à double courbure. Dans ce cas, une partie de la poussée est dirigée vers le sol, qui joue le rôle d'un troisième mur, et ainsi permet de diminuer la poussée de l'eau sur les rives.

## Historique
Les premières constructions primitives de ce type d'ouvrage datent de l'Antiquité. Le premier d'entre eux serait le barrage de Glanum sur le site éponyme près de Saint-Rémy-de-Provence.
En Europe, le premier ouvrage moderne de ce type est attribué à l'ingénieur François Zola, il s'agit du barrage Zola inauguré en 1854.
Des méthodes de calcul des barrages-voûtes ont été développées dès 1920 par l'ingénieur Alfred Stucky, qui a introduit la notion de déformation élastique lors de la construction du barrage de Montsalvens.
Le plus long barrage du monde multivoûtes est le barrage Daniel-Johnson, situé au nord du Québec, à Manic 5. Haut de 214 mètres et long de 1 314 mètres, il a été terminé en 1968.
Le barrage de Burqin Shankou est un exemple de barrage-voûte en Chine.

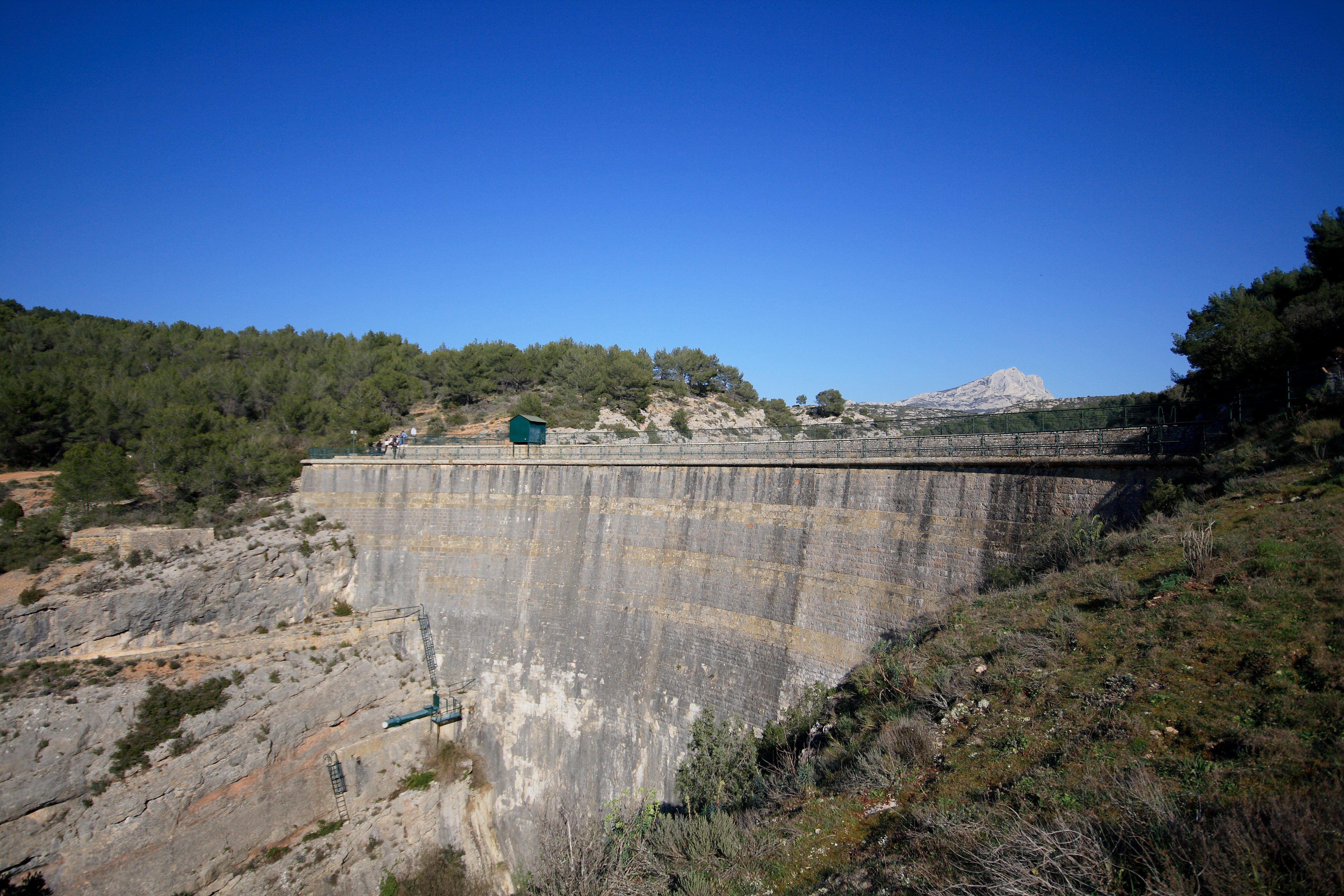
Le barrage Zola au Tholonet (France).
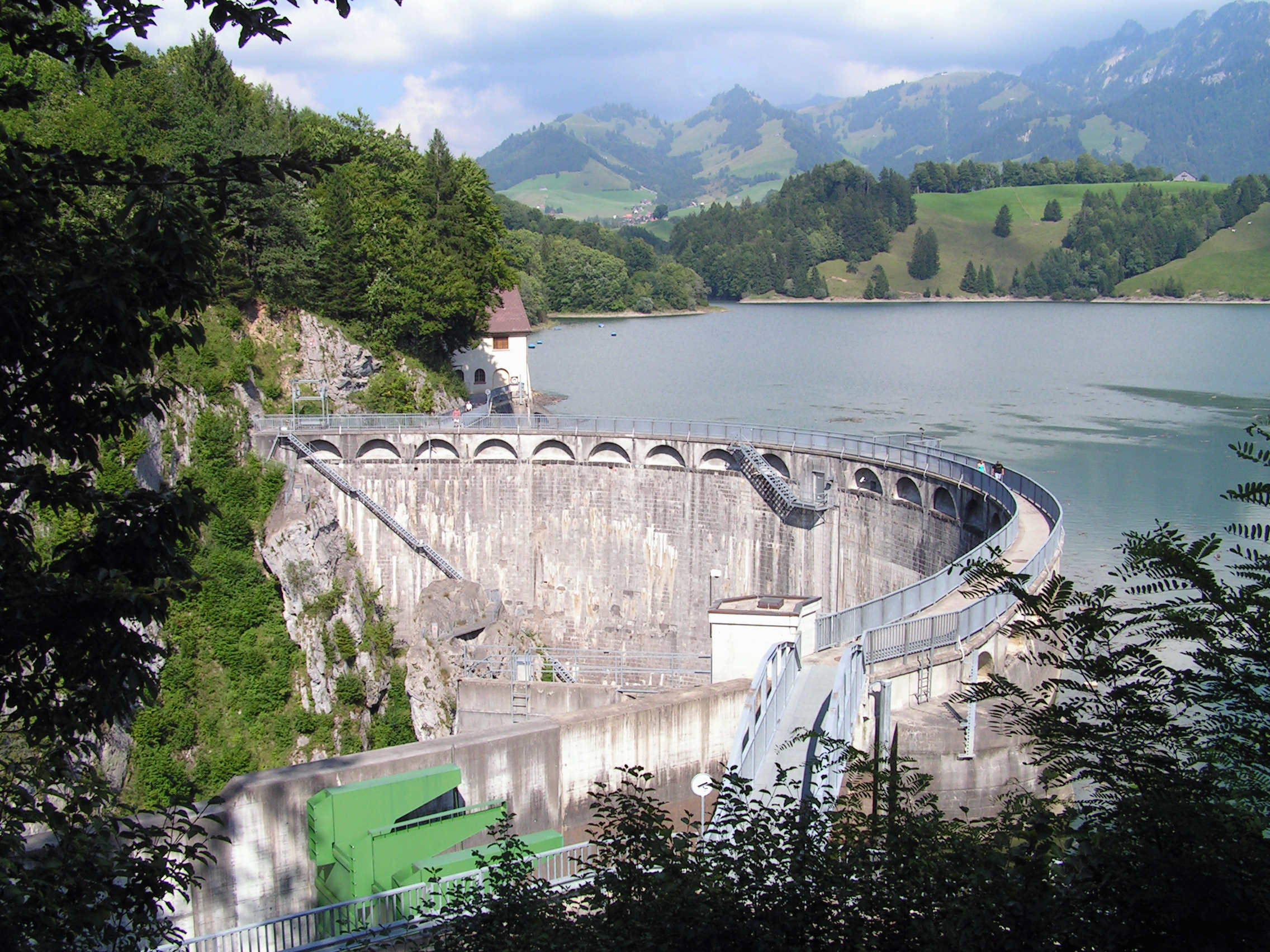
Le barrage de Montsalvens (Suisse).
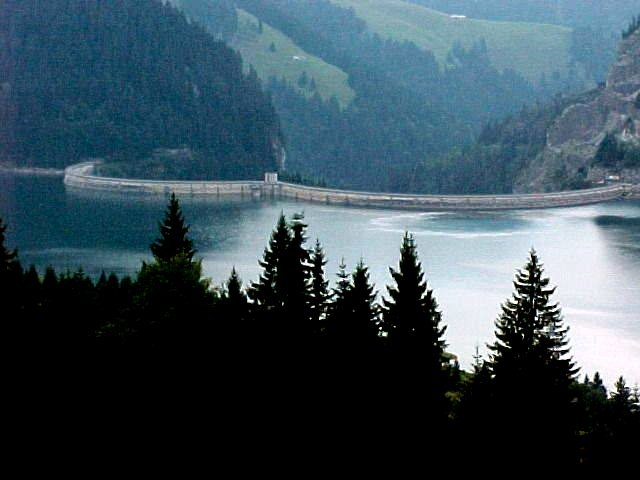
Le barrage de l'Hongrin (Suisse), barrage à double voûte.
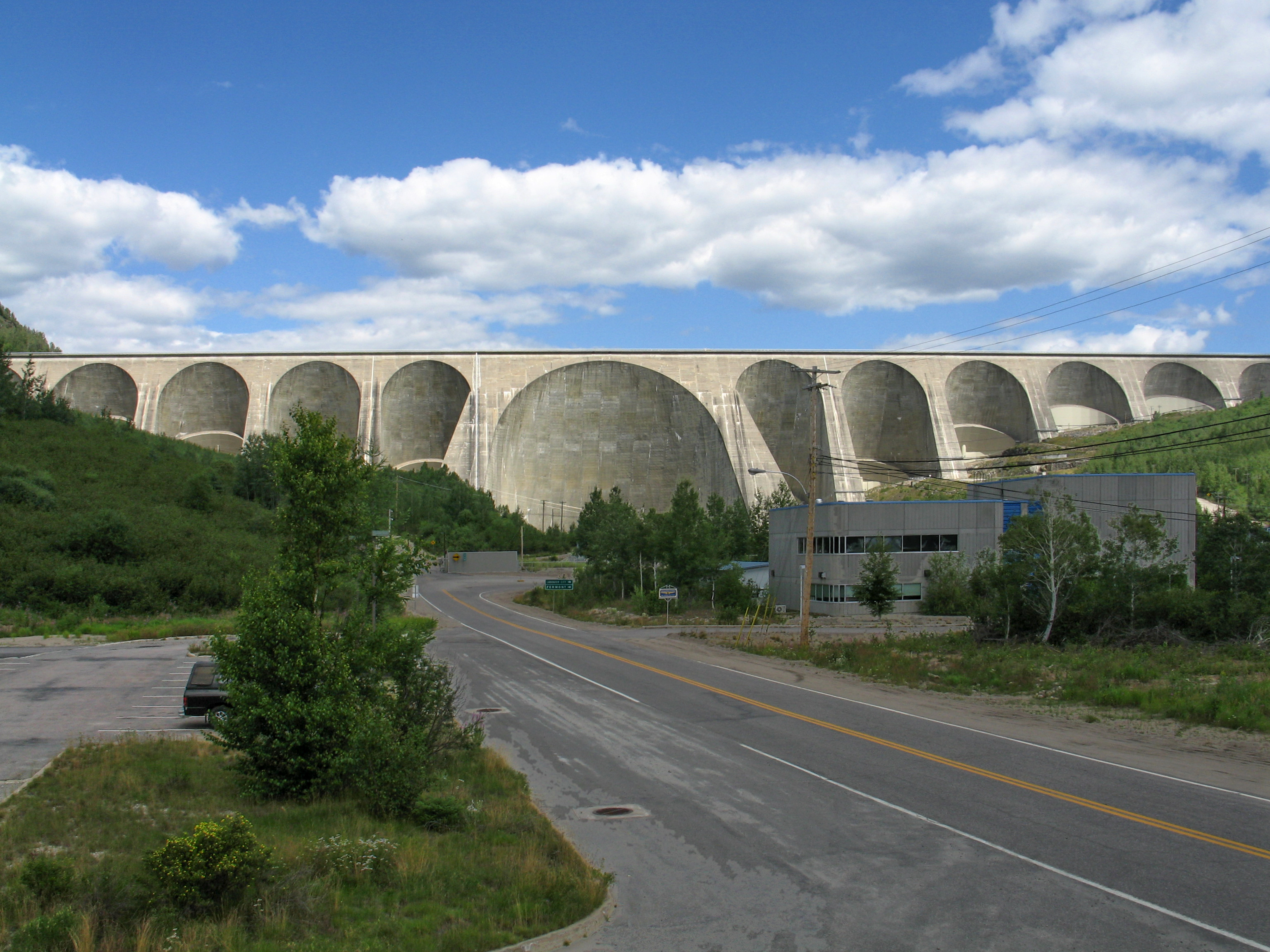
Le barrage Daniel-Johnson (Canada), barrage à voûtes multiples.